# Operation Sablja
Operation Sablja (serbisk kyrilliska: Операција Сабља) var en polisiär operation som inleddes den 12 mars 2003 efter mordet på Zoran Đinđić, Serbiens dåvarande premiärminister.